# Masakr v Ivanově Sele
Masakr v Ivanově Sele dne 21. září 1991 byl válečný zločin z doby chorvatské války za nezávislost, spáchaný srbskými paravojenskými jednotkami na chorvatských civilistech české národnosti. 
Výsledkem byla smrt 14 (podle některých zdrojů 8) osob, všech české národnosti, z vesnice s nejstarší českou komunitou v Chorvatsku, Janově Vsi (Ivanovo Selo).

## Průběh událostí
Dne 15. září 1991 na křižovatce silnic na Janovu Ves (Ivanovo Selo) a Munije srbští bojovníci přepadli a násilně zadrželi skupinu chorvatských civilistů. Následně je fyzicky týrali a okradli. Jednoho odvlékli do vězení v Velké Peratovici, kde byl zavražděn.
Místní Češi již 29. srpna 1991 z důvodu častých hrozeb ze strany srbských paravojenských jednotek psali československému prezidentovi Václavu Havlovi, protože tyto hrozby se již začaly naplňovat (v důsledku útoku na vesnici 20. srpna 1991 zemřela jedna obyvatelka).
Dne 21. září 1991 srbské jednotky vstoupily do vesnice, následně střílely po domech místních obyvatel, pálily hospodářské objekty a rabovaly majetek. 
Následně pod hrozbou střelných zbraní vojáci seskupili kolem dvacet místních obyvatel aby je použili jako živého štítu v boji s chorvatskými jednotkami.
Chorvatské jednotky následně osvobodily vesnici a donutily srbské jednotky k ústupu. Srbové ovšem během ústupu zabili jednoho z civilistů, a následně vystřelili dělostřelecký granát do skupiny civilistů kteří leželi na zemi jako živý štít. Dalšího člověka odvezli jako rukojmí. Později byl zavražděn. Zemřelo celkem 14 osob (starší zdroje uvádějí 7 mrtvých, 12 zraněných a 1 pohřešovaného), všichni české národnosti.